# روپال
روپال (انگلیسی: RuPaul؛ زادهٔ ۱۷ نوامبر ۱۹۶۰) یک هنرپیشه، درگ کویین، موسیقی‌دان، کارگردان فیلم، خواننده، و مدل اهل ایالات متحده آمریکا است. وی از سال ۱۹۷۹ میلادی تاکنون مشغول فعالیت بوده‌است.
از فیلم‌ها یا برنامه‌های تلویزیونی که وی در آن نقش داشته‌است می‌توان به به وانگ فو، با تشکر برای همه چیز! جولی نیومر اشاره کرد.